# Buch, Stendal
Buch là một đô thị thuộc huyện Stendal, bang Sachsen-Anhalt, Đức. Đô thị Buch, Stendal có diện tích 19,84 kilômét vuông, dân số thời điểm ngày 31 tháng 12 năm 2006 là 397 người.